# Koninklijke Harmonie Broederband Zussen
De Koninklijke Harmonie Broederband Zussen is een harmonieorkest uit Zichen-Zussen-Bolder (gemeente Riemst, België).
Op het einde van vorige eeuw waren in de parochie Zussen de jongeren georganiseerd in een vereniging “De Jeugd van Zussen”. Deze vereniging had een eigen vaandel en stond onder leiding van een verkozen kapitein. Haar belangrijkste doel was het organiseren van de jaarlijkse kermis. Onenigheid daarover leidde in 1897 tot het oprichten van de “Fanfarenmaatschappij Broederband” en van de zangvereniging “Vreugd in Deugd”, die in 1899 een harmonie werd. Meteen bezat de kleine leefgemeenschap Zussen twee erg actieve muziekverenigingen. De soms heftige tweestrijd uit de eerste jaren is gelukkig geëvolueerd naar een gezonde concurrentie.
De fanfare Broederband bleek, onder het voorzitterschap van onderwijzer Mathijs Philips, en met dirigent Hermans uit Beurs, erg actief en levenskrachtig. Reeds in 1900 konden zij hun eigen zaal in gebruik nemen, en twee jaar later kochten zij hun eerste vaandel. In 1905 werd deelgenomen aan de feesten van de 75ste onafhankelijkheidsviering van België met optochten te Brussel, Spa, Luik en Antwerpen. Mathijs Reggers en Herman Pauly zetten als volgende voorzitters, met onder andere de dirigenten Devens uit Maastricht en Goffard uit Richelle, de ingeslagen weg verder en bleven ijveren voor een hoogstaande muziekvereniging.
In 1927 stelden zij Gustaaf de Pauw aan als dirigent. Gustaaf de Pauw was afkomstig uit Zeeuws-Vlaanderen (Oogstburg). Hij studeerde orkestdirectie en trombone aan het Koninklijk Conservatorium te Gent. Nadien werkte hij nog bij Peter Benoit te Antwerpen en bij Anton Brückner te Aken om de beginselen van het componeren onder de knie te krijgen.
In 1885 kwam Gustaaf de Pauw voor het vervullen van zijn militaire dienstplicht in Maastricht terecht als trombonist in het corps van het 2de regiment infanterie. Gustaaf de Pauw is erg belangrijk geweest voor het muziekleven in Belgisch en Nederlands Limburg. Hij was gedurende vele jaren een bekwame leermeester voor een veertiental HaFa-orkesten en zangverenigingen uit de regio. Daarbij was hij een uitstekend componist die ruim 1200 werken componeerde, waaronder 346 originele werken voor HaFa, die nog steeds het spelen waard blijken. Bij Broederband zorgde Gustaaf de Pauw voor een muzikale degelijkheid die altijd behouden is gebleven. Met hem nam Broederband deel aan verschillende wedstrijden deel.

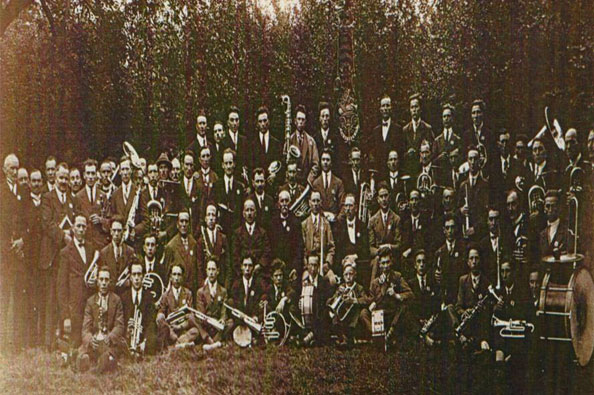
K.H. Broederband
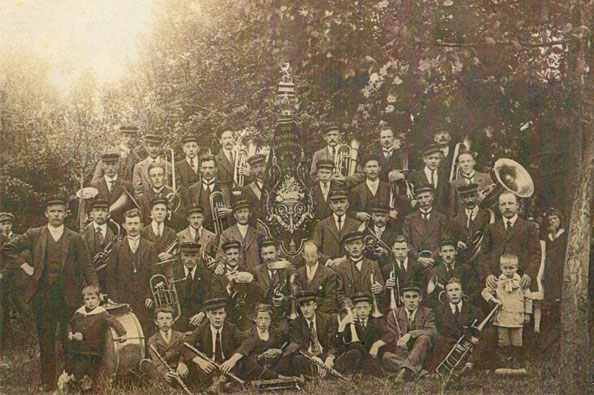
K.H. Broederband
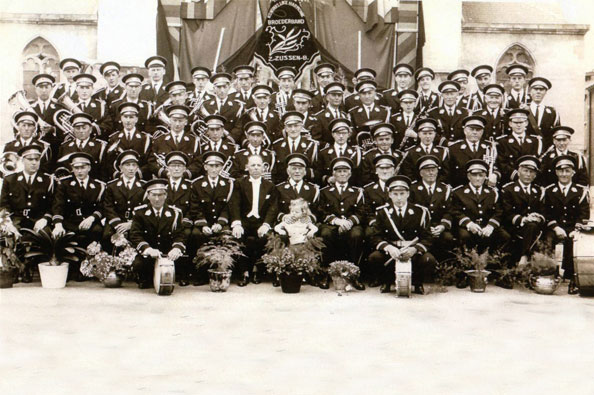
Koninklijke Harmonie Broederband, Zussen
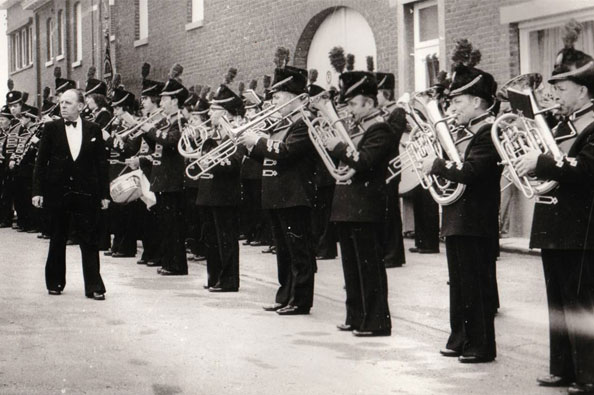
Koninklijke Harmonie Broederband, Zussen

Na de Tweede Wereldoorlog nam een nieuwe generatie de taak van de stichters over onder leiding van Leonard Jans, die in 1938 tot voorzitter was gekozen. Désiré de Pauw volgde zijn vader op die in 1943 overleden was. Désiré studeerde bij zijn vader en was afgestudeerd als laureaat aan het Koninklijk Conservatorium Luik te Luik. Ook Désiré was een succesvol componist. Hij schreef een tiental werken voor HaFa en talrijke werken voor koor, waaronder 72 composities voor kinderkoor. Ook zijn carnavalsliedjes (in Maastrichts dialect) kenden een groot succes en werden meermaals bekroond. Ook op het vlak van de lichte muziek was hij een van de pioniers in Limburg. Zijn chanson “Quand dans le soir” werd in 1955 bekroond op het “Festival international de la chanson” te Venetië. Onder impuls van Désiré de Pauw werd de fanfare ook omgevormd tot een harmonie.	
In 1969 stierf voorzitter Leonard Jans. Hij had gedurende meer dan 30 jaar zijn beste krachten gewijd aan de harmonie. Zijn zoon Bertie was al gedurende meer dan 10 jaar als secretaris de rechterhand geweest van zijn vader en werd verkozen om zijn vader op te volgen als voorzitter. Samen met dirigent Désiré de Pauw zorgde hij voor een muzikale bloeiperiode. De  werd in 1969 ook versterkt met een drumband o.l.v. achtereenvolgens de instructeurs Mathieu Verhoeven uit Maastricht en Pascal Delvoie uit Kanne.
Na succesvolle deelname aan verschillende andere muziekwedstrijden werd Broederband in 1974 te Houthalen Nationaal Kampioen in Ere-afdeling met 90 % der punten. Ook werden zij in 1976 uitgenodigd door koning Boudewijn voor deelname aan de Koningsfeesten op de Heysel te Brussel.
Een van de mooiste herinneringen aan Désiré de Pauw blijft zijn viering op het Vrijthof te Maastricht door zijn 4 verenigingen en dit t.g.v. zijn meer dan 25 jaar dirigentschap bij K.H. Kunst Door Oefening Maastricht, K.F. St-Cecilia Kanne, K.F. De Vrije Burgers Val-Meer en K.H. Broederband Zussen. Hierbij werd gezamenlijk de door hem gecomponeerde mars “Limburgse Parade” uitgevoerd.		
Toen op 18 maart 1988 Désiré de Pauw overleed, vond men Vincent Simenon uit Vroenhoven bereid om, na 60 jaar de Pauw, de dirigeerstok over te nemen. Hierbij had hij veel aandacht voor de jongerenopleiding. Getuige hiervan zijn de verschillende goede muzikanten, door hem opgeleid, die vandaag nog tot Broederband behoren.
Na 22 jaar voorzitterschap werd in 1990 Bertie Jans opgevolgd door Michel Willé en in april 1992 werd Raymond de Pauw aangesteld als nieuwe dirigent. Daarmee werd de derde generatie de Pauw actief bij Broederband. Raymond studeerde schoolmuziek en klassieke piano aan het conservatorium Maastricht te Maastricht en is als pianodocent verbonden aan de Kreismusikschule te Heinsberg (Duitsland).
In december 1995 volgt Jean-Pierre Martens uit Spouwen Pascal Delvoie op als instructeur drumband. Onder zijn professionele aanpak werd er in oktober 1996 al dadelijk deelgenomen aan het provinciaal drumband-tornooi te Lommel waar de drumband in haar afdeling kampioen van Limburg werd.	
Met deze nieuwe generatie aan het bewind werd de harmonie verder uitgebouwd. Dat de harmonie klaar is om succesvol aan een tweede centennium te beginnen bewezen ze in 1997 met de viering van haar 100e verjaardag. In het jaar van het eeuwfeest werd op niet minder dan 40 dagen allerhande feestelijkheden en activiteiten georganiseerd.
Als voornaamste onthouden we : het eeuwfeest-concert in de Sint-Genovevakerk van Zussen, drie toneelopvoeringen voor een uitverkochte zaal, de finale van de provinciale solistenwedstrijden van Fedekam, de 5-daagse eeuwfeesten met onder andere de medewerking van Radio Donna, een concert door de Koninklijke Muziekkapel van het Groot Harmonieorkest der Gidsen in de gloednieuwe concertzaal te Riemst en de inhuldiging van het nieuwe vaandel met Zussen-kermis.
Op zondag 12 oktober 1997 werd dan nog, onder leiding van dirigent Raymond de Pauw, deelgenomen aan het Federatief Bondsconcours van Fedekam in Beringen waar met 86 % een mooie eerste prijs met onderscheiding werd behaald in 1ste afdeling.
In 1998 werd de drumband door Fedekam Limburg aangeduid om deel te nemen aan de Nationale kampioenschappen voor drumbands. Op 8 november 1998 werden zij te Dendermonde met 84,6 % nationaal kampioen in de reeks “Ritmisch Percussie Ensemble” van de tweede afdeling. Dit eveneens onder leiding van hun instructeur Jean-Pierre Martens.
Ook de harmonie zette ondertussen haar muzikale opmars verder. Zo werden er in 1999 en in 2000 concertavonden georganiseerd tezamen met de wereldberoemde solisten Walter Boeykens en Manu Mellaerts.